# Edoardo De Angelis
(Edoardo De Angelis, Lella)
Edoardo De Angelis (Roma, 24 dicembre 1945) è un cantautore e paroliere italiano.
Uno dei più noti cantautori italiani, nel corso della sua lunga carriera ha collaborato con molti tra i più grandi nomi della canzone d'autore italiana; è stato anche produttore e discografico, ed è entrato nella storia della musica leggera italiana come autore della celebre Lella, che è diventata un evergreen della canzone d'autore italiana (reincisa da moltissimi interpreti).

## Biografia

### Gli inizi: Edoardo & Stelio

Edoardo De Angelis e Stelio Gicca Palli compagni di scuola

Durante gli anni del liceo classico, inizia ad interessarsi di musica ed impara a suonare la chitarra; in questo periodo con Stelio Gicca Palli, suo compagno di scuola alle medie (e futuro avvocato), forma il duo Edoardo e Stelio, e compone le prime canzoni.
Dopo la maturità si iscrive alla facoltà di Lettere, specializzandosi poi in etnologia; nel frattempo inizia ad esibirsi con l'amico in numerosi locali della capitale, fino ad approdare al Folkstudio, dove riscuote un particolare successo una canzone, Lella: cantata in dialetto romanesco, narra la storia di un uomo che racconta ad un amico di quando, quattro anni prima, ha ucciso la sua amante, Lella, la moje de Proietti er cravattaro, quello che c'ha er negozio su ar Tritone, che voleva lasciarlo proprio l'ultimo giorno dell'anno.
La melodia di questa canzone si collega a tutta la tradizione popolare romana, ed una sera queste caratteristiche colpiscono il musicista Gianni Marchetti, che nel 1971 fa firmare ai due un contratto per la Valiant, un'etichetta satellite della RCA Italiana: nello stesso anno i due partecipano con Lella al Cantagiro, ed iniziano le registrazioni di un LP.
Esce così, ad aprile del 1972, l'album Il paese dove nascono i limoni, che racchiude alcune loro canzoni (tra cui, ovviamente, Lella) ed una cover di una canzone che hanno ascoltato al Folkstudio cantata da un loro amico, Antonello Venditti, Sora Rosa.

Edoardo De Angelis e Stelio Gicca Palli negli studi RCA di Roma nel 1971, durante le registrazioni di Lella

Il disco non ha riscontri di vendite: Lella, però, viene ascoltata da Edoardo Vianello, che decide di inciderla insieme alla moglie Wilma Goich come Vianella, e in questa versione la canzone entra in hit-parade, attirando l'attenzione sul giovane De Angelis; già l'anno prima il duo ha cantato una canzone con un testo del cantautore romano, Vojo er canto de na canzone, la cui musica è stata scritta da un giovane cantautore che gli ha presentato Vianello, Amedeo Minghi, e la canzone ha avuto un buon successo di vendite.
Con il tempo, Lella diventerà un classico della canzone italiana, ed avrà moltissime interpretazioni, tra le quali da ricordare quella della Schola Cantorum, e di Lando Fiorini (in un 45 giri del 1975 pubblicato dalla Vedette).

### Le esperienze nel mondo discografico e la Schola Cantorum
Mentre Stelio Gicca Palli decide di ritirarsi dal mondo musicale per dedicarsi alla professione di avvocato (non prima di aver scritto, insieme a Maurizio Bigio, la canzone Good morning love per il gruppo vocale femminile delle Baba Yaga, prodotto comunque da Edoardo), De Angelis dopo l'esperienza del primo disco vive alcune esperienze come autore di testi per altri musicisti dell'ambiente RCA: scrive così Sulla rotta di Cristoforo Colombo per Lucio Dalla, alcuni testi per il primo album di Amedeo Minghi, ed una canzone in collaborazione con un altro suo amico del Folkstudio, Francesco De Gregori, intitolata La casa di Hilde e che racconta un episodio dell'infanzia di Edoardo accaduto durante una vacanza in Trentino (nella realtà, però, il contrabbandiere di diamanti non era il padre del cantautore ma un signore conosciuto nel rifugio di Hilde).
Con De Gregori e Minghi scrive anche Il mio mondo, il mio giardino per Marisa Sannia, e con il solo De Gregori i testi per l'album dei Capitolo Sei, Frutti per Kagua, un concept album sulla vita dei nativi americani, e per Ad ovest c'è il mare di Maurizio Bigio; quando, dopo il primo disco con Venditti, De Gregori deve incidere il primo disco da solista, chiama proprio Edoardo come produttore e collaboratore agli arrangiamenti: nasce così Alice non lo sa, album che contiene la già citata La casa di Hilde; in una canzone del disco, Saigon, De Angelis canta come seconda voce nel finale.
La collaborazione con De Gregori continua anche per l'album successivo, Francesco De Gregori, più conosciuto come l'album della pecora, che De Angelis produce per conto della Delta di Paolo Dossena e in cui suona le tastiere; in quest'album inoltre, debutta la Schola Cantorum, un gruppo vocale fondato da De Angelis che nella canzone Niente da capire esegue dei vocalizzi di sottofondo. Con la Schola Cantorum De Angelis inciderà tre album scrivendo anche alcune canzoni, e collaborando nel 1975 con Claudio Baglioni per l'album Sabato pomeriggio, in cui il gruppo canta la canzone ...ed aspettare.
Il più grande successo di vendita del gruppo è Le tre campane, del 1975, cover di Les trois cloches, canzone francese interpretata da Édith Piaf e in inglese dai The Browns (con il titolo The Three bells); il testo della canzone è di Luciano Beretta. Nel 1977 De Angelis decide di abbandonare il gruppo e di dedicarsi alla carriera solista.

### I dischi come cantautore
Nel 1977 De Angelis pubblica il suo secondo album da solista (contando anche il primo in collaborazione con Stelio): si intitola Il tuo cuore è casa mia, e contiene anche due sue versioni di La casa di Hilde e Sulla rotta di Cristoforo Colombo, i suoi due testi più noti; l'album però non viene promosso a sufficienza dalla RCA, e De Angelis decide quindi di cambiare casa discografica, passando alla Polydor, per cui incide i dischi Piccola storia di libertà e Edoardo De Angelis (con la canzone Nerofumo), che gli fruttano alcune apparizioni televisive e riscuotono un buon successo; riprende inoltre in questo periodo la collaborazione con Minghi, con cui scrive alcune canzoni come L'isola e Troppo poco.
Ma è nel 1981 che pubblica il suo disco più fortunato: si tratta di Anche meglio di Garibaldi che, spinto dal singolo Una storia americana, canzone dalle sonorità country che viene presentata a Discoring, ottiene un buon successo, come anche il successivo Cantare in italiano e il Q Disc Mia madre parla a raffica, dove nella canzone Maracanà è ospite Stefano Rosso. Passato alla Virgin, pubblica nel 1986 Cammina cammina, dove reincide alcune sue vecchie canzoni (tra cui ovviamente Lella) ed aggiunge due inediti, la title track e Brutta storia, dove suona il Banco del Mutuo Soccorso e canta Francesco Di Giacomo.

Dopo alcuni anni in cui si dedica ad altre attività, torna alla canzone nel 1992, anno in cui pubblica per la Fonit Cetra Gara di sogni, il suo primo album disponibile su CD. Parole nel cuore è il disco del 1995, con cui ritorna alla sua vecchia casa discografica, la RCA (che nel frattempo è stata acquistata dalla BMG), mentre due anni dopo pubblica un album, Antologia d'autore, in cui le sue canzoni vengono reincise e cantate in duetto insieme ad alcuni suoi colleghi: e così al disco partecipa Antonello Venditti che canta in Lella, Ron in Luci fuochi e stelle, Tosca in Incendiare questa mezza notte, Lucio Dalla che canta in Sulla rotta di Cristoforo Colombo, Amedeo Minghi in La gara di sogni, Paola Turci in Lettera per te, Mario Castelnuovo che canta in Rosso, Angelo Branduardi in Novalis e Luca Barbarossa in Cantare in italiano.

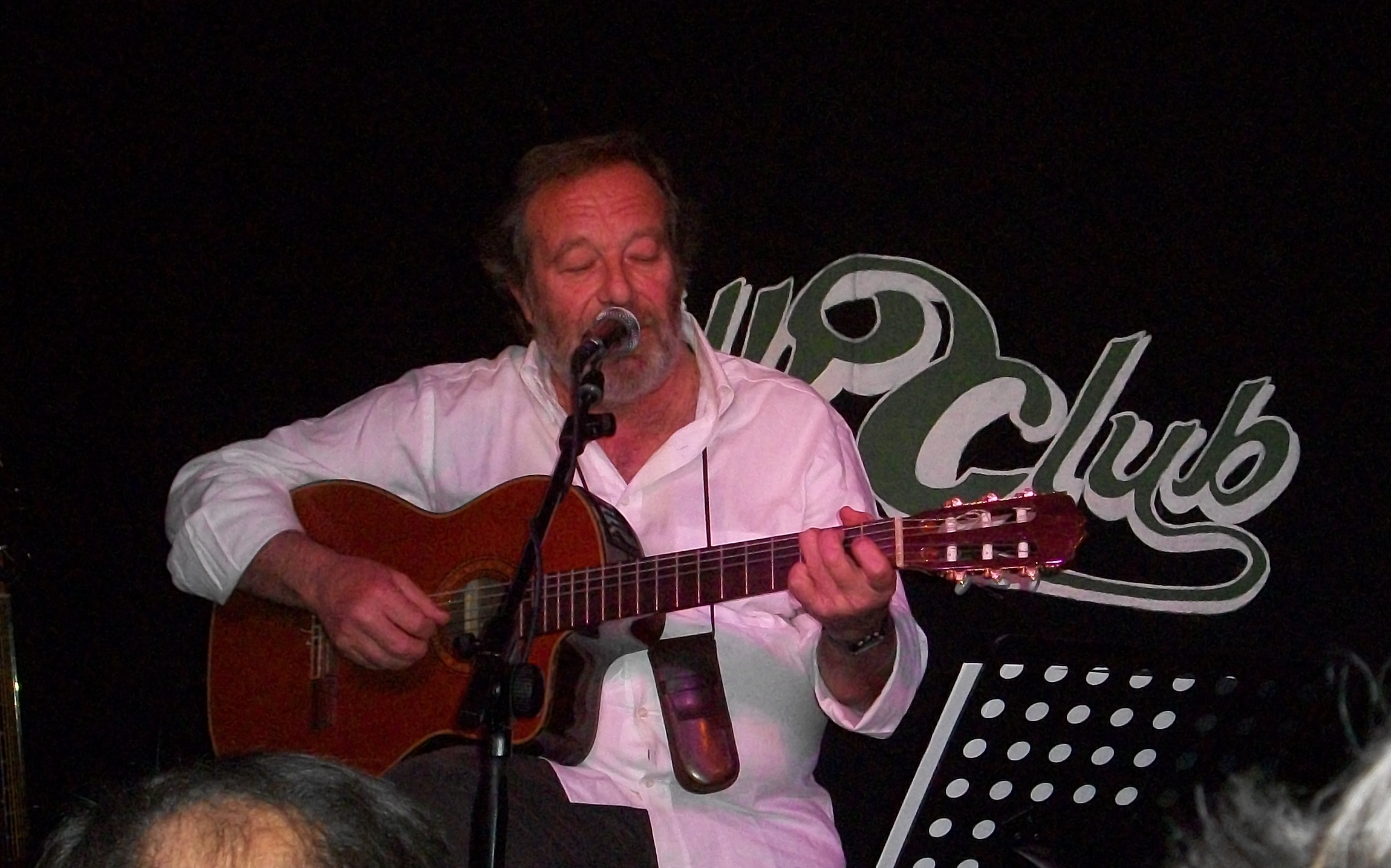
Edoardo De Angelis dal vivo al Folkclub (venerdì 29 aprile 2011)

Questo disco, con l'aggiunta di alcuni duetti inediti (come quello con Franco Simone in Terraferma) viene ristampato nel 2003.
Gli ultimi suoi dischi di inediti sono Il coraggio delle parole del 2002 e Le allodole di Shakespeare del 2005, album quest'ultimo caratterizzato da atmosfere acustiche.
Nel 2008 ha pubblicato Historias, disco a cui affianca ad alcuni dei suoi successi gli inediti Cinque parole, Un'altra medicina (dedicata a Ernesto "Che" Guevara), Mamèn e L'anima intera; l'album, pubblicato dal quotidiano il manifesto, è caratterizzato da arrangiamenti in stile sudamericano, curati da Fabrizio Guarino e Paolo Cozzolino. Dopo la pubblicazione dell'album ha eseguito alcuni concerti insieme a Mario Castelnuovo.
Il 2010 è l'anno della pubblicazione del libro autobiografico Te la ricordi Lella, accompagnato da un cd antologico registrato per l'occasione dal solo De Angelis alla chitarra, a cui fa seguito nel 2011 il nuovo album Sale di Sicilia, che vede la partecipazione, tra gli altri, di Neri Marcorè, Franco Battiato ed Andrea Camilleri.
Sempre nel 2011 partecipa al Concerto del Primo Maggio, cantando Lella, Nostra Signora del golpe e Ramirez, insieme a Neri Marcorè. Al suo fianco i suoi musicisti storici Marco Testoni (percussioni), Marco Caronna (chitarre), Rocco De Rosa (tastiere), Guido Benigni (basso), Ezio Zaccagnini (batteria), Fabrizio Guarino (chitarre).
A dicembre 2016 pubblica l'album Il cantautore necessario, prodotto da Francesco De Gregori: una raccolta di cover di suoi colleghi cantautori (De André, Fossati, Endrigo ed altri), con un duetto con lo stesso De Gregori in La casa in riva al mare di Lucio Dalla.
Nel 2018 esce Nuove canzoni, album con tutti brani inediti.

### Discografico
Nella seconda metà degli anni ottanta De Angelis ha anche fondato una casa discografica, chiamandola come uno dei suoi LP Cantare in italiano, con lo scopo di scoprire e valorizzare nuovi talenti della canzone d'autore italiana (primo fra tutti Max Manfredi) e, in qualche caso, di rilanciare alcuni grandi nomi (come ad esempio Sergio Endrigo).

### Altre attività
Personalità eclettica e dagli interessi multiformi, nel corso della sua lunga carriera Edoardo De Angelis ha spaziato fra molte altre attività che, seppur legate all'ambito musicale, esulavano dalla mera attività di cantautore.

In qualità di esperto di musica italiana e canzone d'autore è stato più volte chiamato a tenere rubriche giornalistiche specializzate (duratura nel corso degli anni la sua collaborazione con Ciao 2001).

È stato titolare di una serie radiofonica (trasmessa dalla Rai) sulla storia della canzone d'autore; ha gestito uno spazio dedicato alla musica italiana in Music Mag, settimanale musicale della TV svizzera.

Ha pubblicato alcuni libri sui cantautori italiani, ed uno in particolare, Scrivere canzoni destinato ai giovani che vogliono avvicinarsi al mondo della musica.

È stato per molto tempo direttore artistico di Teatro del Sole, società che si occupa di produzione e servizi per la musica e lo spettacolo.

Negli ultimi anni è stato protagonista di una lunga serie di incontri con i ragazzi delle scuole medie superiori e delle università, in molte città italiane, con la sua iniziativa Parola di cantautore, tesa a verificare la qualità del rapporto tra i giovani e la musica italiana.
Edoardo De Angelis ha anche avuto un certo successo in Francia e in Germania, paesi dove sono stati stampati e distribuiti alcuni dei suoi dischi.

## De Angelis in altri media
- Nel romanzo Il ladro di merendine di Andrea Camilleri (pubblicato dalla Sellerio Editore, a pagina 51 vengono citati alcuni versi della canzone Lella di De Angelis, che il commissario Montalbano canticchia mentre è al telefono (E te lo vojo di' / che so' stato io...).
- Nella graphic novel Un polpo alla gola di Zerocalcare viene citata sul finale la canzone Lella ascoltata nella propria auto da uno dei personaggi del racconto
- Nel VideoClip in grafica animata "Gli Romani" del singolo di Marcondiro viene rappresentato come un senatore dell'antica Roma

## Discografia

### Album in studio
- 1972 - Il paese dove nascono i limoni (Valiant, ZSLV 55047; con Stelio Gicca Palli)
- 1977 - Il tuo cuore è casa mia (RCA Italiana, PL 31243)
- 1978 - Piccola storia di libertà (Polydor, 2448 069)
- 1979 - Edoardo De Angelis (Polydor, 2448 087)
- 1981 - Anche meglio di Garibaldi (Durium)
- 1982 - Cantare in italiano (Durium/Chewing music, CML 4001)
- 1984 - Mia madre parla a raffica (Spaghetti Records, SPRQ 401)
- 1986 - Cammina cammina (Virgin, dv 500)
- 1992 - Gara di sogni (Fonit Cetra, TPLX 311)
- 1994 - De Angelis (BMG, 74321146222)
- 1996 - Parole nel cuore (BMG, 743221337382)
- 1997 - Antologia d'autore (Tring)
- 2002 - Il coraggio delle parole (D'Autore, DA1004)
- 2004 - Antologia d'autore (D'Autore)
- 2005 - Le allodole di Shakespeare (D'Autore)
- 2008 - Historias (il manifesto, CD 188)
- 2010 - Te la ricordi Lella (Editrice Zona, libro + CD)
- 2011 - Sale di Sicilia (Rai Trade, RTP 0252)
- 2016 - Il cantautore necessario (Helikonia, HK 1609)
- 2018 - Nuove Canzoni (Musica del Sud/Il cantautore necessario)

### Singoli
- Novembre 1970 - Lella/Alle 7 del mattino d'un giorno qualunque (Valiant ZV 50064; con Stelio Gicca Palli)
- Giugno 1972 - Eva/Il paese dove nascono i limoni (Valiant ZV 50212; con Stelio Gicca Palli)
- 1977 - Il tuo cuore è casa mia/La bambina che non parla (RCA Italiana, PB 6009)
- 1979 - Nerofumo/Acqua salata (Polydor, 500 528)
- 1980 - Una storia americana/Ramirez (Durium Ld A 8084)
- 1983 - Vieni, andiamo via/Novalis (Chewing music CM 1001)
- 1985 - Brutta storia/Cammina cammina (Virgin, NPV 50)

### Con la Schola Cantorum

#### Album in studio
- Gennaio 1975 - Coromagia (RCA Italiana TPL 1-1108)
- 1975 - Le tre campane (RCA Italiana TPL 1-1182)
- 1976 - Coromagia vol. 2 (RCA Italiana TPL 1-1217)

#### Singoli
- 1974 - Le tre campane/Dormi (RCA Italiana)
- 1975 - Ballata di Carini/Tema d'amore (RCA Italiana (la Schola Cantorum canta solo il brano sul lato B; il lato A è interpretato da Luigi Proietti)
- 1976 - La mia musica/Stelle (RCA Italiana)

## Canzoni scritte per altri
| Anno | Titolo                            | Autore del testo                          | Autore della musica                  | Interprete                                   |
| 1971 | E brava Maria                     | Edoardo De Angelis                        | Edoardo Vianello                     | Edoardo Vianello                             |
| 1971 | Vojo er canto de 'na canzone      | Edoardo De Angelis                        | Amedeo Minghi                        | I Vianella (45 giri)                         |
| 1972 | Il mio mondo, il mio giardino     | Edoardo De Angelis e Francesco De Gregori | Amedeo Minghi                        | Marisa Sannia (45 giri)                      |
| 1972 | Sulla rotta di Cristoforo Colombo | Edoardo De Angelis                        | Lucio Dalla                          | Lucio Dalla (45 giri)                        |
| 1972 | Frutti per Kagua                  | Edoardo De Angelis e Francesco De Gregori | Lorenzo Donati e Loriano Berti       | Capitolo 6 (album Frutti per Kagua)          |
| 1972 | Il grande spirito                 | Edoardo De Angelis e Francesco De Gregori | Lorenzo Donati e Riccardo Bartolotti | Capitolo 6 (album Frutti per Kagua)          |
| 1972 | Il tramonto di un popolo          | Edoardo De Angelis e Francesco De Gregori | Lorenzo Donati e Riccardo Bartolotti | Capitolo 6 (album Frutti per Kagua)          |
| 1972 | L'ultima notte                    | Edoardo De Angelis e Francesco De Gregori | Lorenzo Donati e Riccardo Bartolotti | Capitolo 6 (album Frutti per Kagua)          |
| 1972 | Ad ovest c'è il mare              | Edoardo De Angelis e Francesco De Gregori | Maurizio Bigio                       | Maurizio Bigio (album Ad ovest c'è il mare)  |
| 1972 | Silvie                            | Edoardo De Angelis e Francesco De Gregori | Maurizio Bigio                       | Maurizio Bigio (album Ad ovest c'è il mare)  |
| 1972 | Wounded Knee                      | Edoardo De Angelis e Francesco De Gregori | Maurizio Bigio                       | Maurizio Bigio (album Ad ovest c'è il mare)  |
| 1972 | Hitchiking                        | Edoardo De Angelis e Francesco De Gregori | Maurizio Bigio                       | Maurizio Bigio (album Ad ovest c'è il mare)  |
| 1972 | Sing sing                         | Edoardo De Angelis e Francesco De Gregori | Maurizio Bigio                       | Maurizio Bigio (album Ad ovest c'è il mare)  |
| 1972 | Zio Bill                          | Edoardo De Angelis e Francesco De Gregori | Maurizio Bigio                       | Maurizio Bigio (album Ad ovest c'è il mare)  |
| 1973 | E tu con lei                      | Edoardo De Angelis                        | Amedeo Minghi                        | Amedeo Minghi (album Amedeo Minghi)          |
| 1973 | L'uomo e la terra                 | Edoardo De Angelis                        | Amedeo Minghi                        | Amedeo Minghi (album Amedeo Minghi)          |
| 1973 | La speranza                       | Edoardo De Angelis                        | Amedeo Minghi                        | Amedeo Minghi (album Amedeo Minghi)          |
| 1973 | Mexico                            | Edoardo De Angelis                        | Amedeo Minghi                        | Amedeo Minghi (album Amedeo Minghi)          |
| 1973 | Un uomo grande                    | Edoardo De Angelis                        | Amedeo Minghi                        | Amedeo Minghi (album Amedeo Minghi)          |
| 1973 | Racconto                          | Edoardo De Angelis                        | Amedeo Minghi                        | Amedeo Minghi (album Amedeo Minghi)          |
| 1973 | La casa di Hilde                  | Edoardo De Angelis e Francesco De Gregori | Francesco De Gregori                 | Francesco De Gregori (album Alice non lo sa) |
| 1975 | La fantasia                       | Edoardo De Angelis                        | Amedeo Minghi                        | Schola Cantorum (album Coromagia)            |
| 1975 | Don Chisciotte                    | Edoardo De Angelis e Paolo Dossena        | Luigi Lopez                          | Schola Cantorum (album Coromagia)            |
| 1975 | Caterina (Annie's song)           | Edoardo De Angelis                        | John Denver                          | Schola Cantorum (album Le tre campane)       |
| 1975 | Il calendario                     | Paolo Dossena                             | Edoardo De Angelis                   | Schola Cantorum (album Le tre campane)       |
| 1975 | Se tu fossi una rosa              | Edoardo De Angelis                        | Edoardo De Angelis                   | Schola Cantorum (album Le tre campane)       |
| 1976 | Non uccidere la luna              | Edoardo De Angelis                        | Riccardo Cocciante                   | Annie Pascal                                 |
| 1976 | L'isola                           | Edoardo De Angelis                        | Amedeo Minghi                        | Amedeo Minghi (45 giri; retro de L'immenso)  |
| 1977 | Nun se po' fà                     | Edoardo De Angelis                        | Olimpio Petrossi                     | I Vianella (album I Vianella)                |
| 1977 | La commedia                       | Edoardo De Angelis e Nicoletta Bauce      | Nicoletta Bauce                      | Nicoletta Bauce (album Nicoletta Bauce)      |
| 1980 | Troppo poco                       | Edoardo De Angelis                        | Amedeo Minghi                        | Amedeo Minghi (album Minghi)                 |
| 1982 | Così...                           | Edoardo De Angelis                        | Aldo Donati                          | Aldo Donati (album Cantando)                 |
| 1982 | Stelle                            | Edoardo De Angelis                        | Aldo Donati                          | Aldo Donati (album Cantando)                 |